# Dennis Ross
Dennis Ross, né le 26 novembre 1948 à San Francisco, est un auteur et homme politique
américain qui a joué un rôle important dans la politique américaine au Moyen-Orient, particulièrement à propos du conflit israélo-palestinien.

## Biographie
Dennis Ross participe à l'accord intérimaire sur la Cisjordanie et la bande de Gaza en 1995 et au protocole d'Hébron en 1997. Il favorise aussi le traité de paix israélo-jordanien et un dialogue entre Israël et la Syrie.
Il appartient au Parti démocrate, bien qu'il ait aussi travaillé avec des républicains, en particulier avec George Herbert Walker Bush.
Il quitte ses fonctions auprès de Barack Obama le 10 novembre 2011.